# 山生福禄草
山生福禄草（学名：Arenaria oreophila）为石竹科无心菜属的植物。分布在锡金以及中国大陆的青海、四川、云南、西藏等地，生长于海拔3,500米至5,000米的地区，常生于高山草甸和砾石流地带，目前尚未由人工引种栽培。

## 别名
丽江蚤缀（拉汉种子植物名称） 丽江雪灵芝（中国高等植物图鉴补编）

## 异名
- Arenaria lichiangensis W. W. Smith